# Кахулкам
Кахулкам (Кахул-дере) — река в России, левый приток реки Самур, протекает в Республике Дагестан, по территории Ахтынского района. Устье реки находится в 118 км по левому берегу реки Самур. Длина реки составляет 14 км.

## Данные водного реестра
По данным государственного водного реестра России относится к Западно-Каспийскому бассейновому округу, водохозяйственный участок реки — Самур. Речной бассейн реки — Самур.
Код объекта в государственном водном реестре — 07030000412109300002361.

## География
Река берёт начало с вершин Самурского хребта, течёт по дну ущелья Кахулкам. На высоте 1250 м впадает в реку Самур в черте села Зрых.

## Население
В среднем течении реки расположено заброшенное село Кахул. В устья реки расположено село Зрых.